# Vorsicht! Hund
Vorsicht! Hund ist eine kanadisch-französische Zeichentrickserie, die zwischen 1998 und 2000 produziert wurde.

## Handlung
Berkeley ist ein cleverer und liebenswerter Hund, der bei der Familie Potanski lebt. Er hat das Problem, dass er alles was die Leute sagen zu wörtlich aufnimmt und dadurch öfters Chaos entsteht. Zudem ist er oft sehr stur und beleidigt.

## Produktion und Veröffentlichung
Die Serie wurde zwischen 1998 und 2000 von Saban Entertainment und der CinéGroupe unter der Regie von Meinert Hansen produziert und erstmals am 18. Juli 1998 auf Fox Kids ausgestrahlt. Die deutsche Erstausstrahlung fand am 14. Oktober 1999 auf KiKA statt. Weitere Ausstrahlungen im deutschsprachigen Raum erfolgten auf Das Erste, SWR Fernsehen, rbb und Jetix.

## Episodenliste

### Staffel 1
| Folge (gesamt) | Folge (Staffel) | deutscher Titel                   | deutsche Erstausstrahlung | Originaltitel                    |
| -------------- | --------------- | --------------------------------- | ------------------------- | -------------------------------- |
| 1              | 01              | Im Schoß der Familie              | 14.10.1999                | Disobedience School              |
| 2              | 02              | Auf Abwegen                       | 18.10.1999                | Beast Of Show                    |
| 3              | 03              | Theater mit Hindernissen          | 19.10.1999                | Trouble With Toto                |
| 4              | 04              | Wer nicht wagt, der nicht gewinnt | 20.10.1999                | Take Me Out Of The Ballgame      |
| 5              | 05              | Ein Tag beim Film                 | 21.10.1999                | Potanskis Go Hollywood           |
| 6              | 06              | Astronaut auf vier Pfoten         | 25.10.1999                | Space Dog                        |
| 7              | 07              | Familienzuwachs                   | 26.10.1999                | Robo-Dog                         |
| 8              | 08              | Rettet die Torte                  | 27.10.1999                | Berkeley Takes The Cake          |
| 9              | 09              | Auf Einbrecherjagd                | 28.10.1999                | Neighborhood Botch               |
| 10             | 10              | Die Mutprobe                      | 01.11.1999                | The Mild Bunch                   |
| 11             | 11              | Eine Maus im Haus                 | 02.11.1999                | Berkeley Smells A Rat            |
| 12             | 12              | Im Wilden Westen                  | 03.11.1999                | Buckaroo Berkeley                |
| 13             | 13              | Fernsehstars                      | 04.11.1999                | Real Incredible Genius Dog       |
| 14             | 14              | Der Festumzug                     | 08.11.1999                | Big Inflatable Dog               |
| 15             | 15              | Eine große Erfindung              | 09.11.1999                | Berkeley Speaks Out              |
| 16             | 16              | Geburtstagsfeier mit Hindernissen | 10.11.1999                | Bad Dad                          |
| 17             | 17              | Aufstand der Katzen               | 11.11.1999                | They Came, They Saw, They Meowed |
| 18             | 18              | Besuch beim Arzt                  | 15.11.1999                | Sick Puppy                       |
| 19             | 19              | Das große Graben                  | 16.11.1999                | Bad Dog To The Bone              |
| 20             | 20              | Was für ein Zirkus!               | 17.11.1999                | The Flying Potanskis             |
| 21             | 21              | Ein wahrer Held                   | 18.11.1999                | Burden Of Woof                   |
| 22             | 22              | Hatschi!                          | 22.11.1999                | A Dog For All Sneezens           |
| 23             | 23              | Reparieren will gelernt sein      | 23.11.1999                | If Bad Dog Had A Hammer          |
| 24             | 24              | Opa braucht Trost                 | 24.11.1999                | Love Dog                         |
| 25             | 25              | Alles nur Schwindel               | 25.11.1999                | Bad Dog Ate My Homework          |

### Staffel 2
| Folge (gesamt) | Folge (Staffel) | deutscher Titel              | deutsche Erstausstrahlung | Originaltitel                  |
| -------------- | --------------- | ---------------------------- | ------------------------- | ------------------------------ |
| 26             | 01              | Kein Hund wie du und ich     | 03.04.2000                | Dogs Are People Too            |
| 27             | 02              | Die Feuerwehrübung           | 04.04.2000                | Fire Dog                       |
| 28             | 03              | Familienausflug in den Zoo   | 05.04.2000                | It’s A Zoo In Here             |
| 29             | 04              | Beinahe reingelegt           | 06.04.2000                | A Cat Of A Different Color     |
| 30             | 05              | Hochzeitsglocken             | 10.04.2000                | Til Dog Do Us Part             |
| 31             | 06              | Die lieben Nachbarn          | 11.04.2000                | Psycho Dog                     |
| 32             | 07              | Friss und sei kräftig        | 12.04.2000                | Celebrity Spokesdog            |
| 33             | 08              | Im Dinosaurier-Park          | 13.04.2000                | Jurassic Bark                  |
| 34             | 09              | Petri Heil!                  | 17.04.2000                | Bad Dog Overboard              |
| 35             | 10              | Mahlzeit                     | 18.04.2000                | Dr. Bad Dog’s 2½ Day Diet      |
| 36             | 11              | Lauter Helden                | 19.04.2000                | Super Bad Dog                  |
| 37             | 12              | Wenn ich du wäre             | 20.04.2000                | If I Were A Bad Dog            |
| 38             | 13              | Mein Freund der Roboter      | 25.04.2000                | A Man’s Best Fred              |
| 39             | 14              | Hast du Töne!                | 26.04.2000                | Bad Night At The Opera         |
| 40             | 15              | Wir machen Kunst             | 27.04.2000                | Bad Dog Imitates Art           |
| 41             | 16              | Lachen ist gesund            | 01.05.2000                | Bad Therapy                    |
| 42             | 17              | Die Fluchthelfer             | 02.05.2000                | Prison Dog                     |
| 43             | 18              | Einmal waschen, bitte!       | 03.05.2000                | No Bad Dogs Allowed            |
| 44             | 19              | Opa schlafwandelt            | 04.05.2000                | Nightmare on Berkeley’s Street |
| 45             | 20              | Für Recht und Gesetz         | 08.05.2000                | Police Dog                     |
| 46             | 21              | Wir spielen Arche Noah       | 09.05.2000                | Barky’s Arky                   |
| 47             | 22              | Vorbei mit der Ruhe          | 10.05.2000                | Bad Connection                 |
| 48             | 23              | Andere Länder, andere Sitten | 11.05.2000                | The Isle Of Bad Dog            |
| 49             | 24              | Hicks                        | 15.05.2000                | No Cure For A Bad Dog          |
| 50             | 25              | Ein Hund kommt selten allein | 16.05.2000                | 101 Berkeleys                  |
| 51             | 26              | Fernsehquiz mit Folgen       | 17.05.2000                | Smiley Says … Bad Dog          |

### Staffel 3
| Folge (gesamt) | Folge (Staffel) | deutscher Titel                | deutsche Erstausstrahlung | Originaltitel                    |
| -------------- | --------------- | ------------------------------ | ------------------------- | -------------------------------- |
| 52             | 01              | Der Beste aller Hunde          | 18.05.2000                | International Genius Dog         |
| 53             | 02              | Doktor im Einsatz              | 22.05.2000                | Nurse Barky                      |
| 54             | 03              | Hunde verboten!                | 23.05.2000                | One Bad Apple                    |
| 55             | 04              | Auf Schatzsuche                | 24.05.2000                | Booty for Bad Dog                |
| 56             | 05              | Trevor auf der Flucht          | 25.05.2000                | Beauty and the Beast Dog         |
| 57             | 06              | Mundgeruch                     | 29.05.2000                | Dog Breath                       |
| 58             | 07              | Auf zum Autokauf!              | 30.05.2000                | Badseat Driver                   |
| 59             | 08              | Das Verlobungsgeschenk         | 31.05.2000                | Bad Dogs and Englishmen          |
| 60             | 09              | Ritterspiele                   | 01.06.2000                | Ye Olde Bad Dog                  |
| 61             | 10              | Entdeckungsreise in den Urwald | 05.06.2000                | Safari Dog                       |
| 62             | 11              | Hunde-Hausarrest               | 06.06.2000                | Dog House Arrest                 |
| 63             | 12              | Papa kann nicht schlafen       | 07.06.2000                | Counting Sheep Dogs              |
| 64             | 13              | Fauler Zauber                  | 12.06.2000                | Magic Dog                        |
| 65             | 14              | Ein Held auf vier Pfoten       | 13.06.2000                | Bad Dog’s Incredible Journey     |
| 66             | 15              | Der Schönheitswettbewerb       | 14.06.2000                | Beauty Dog                       |
| 67             | 16              | Wir kaufen nichts!             | 15.06.2000                | Ding, Dong, Bad Dog Calling      |
| 68             | 17              | Beim Präsidenten               | 19.06.2000                | Wag the Bad Dog                  |
| 69             | 18              | Ein Tag für die Erde           | 20.06.2000                | Earth Dog                        |
| 70             | 19              | Starallüren                    | 21.06.2000                | A Super Bad Hair Day             |
| 71             | 20              | Skiausflug mit Hindernissen    | 22.06.2000                | Guard Dog                        |
| 72             | 21              | Frau gesucht!                  | 26.06.2000                | Good Lovin’ Gone Bad Dog         |
| 73             | 22              | Geld oder Hund                 | 27.06.2000                | Dog-Napped                       |
| 74             | 23              | Wasser im Ohr                  | 28.06.2000                | Bad Dog-Eared                    |
| 75             | 24              | Tierisch anziehend             | 29.06.2000                | Animal Magnetism                 |
| 76             | 25              | Heute kommt der Weihnachtsmann | 03.07.2000                | A Very Berkeley Christmas        |
| 77             | 26              | Aus der Art geschlagen         | 04.07.2000                | Bad Blood is Thicker Than Water  |
| 78             | 27              | Der Hunde-Detektiv             | 05.07.2000                | Doggy Detective                  |
| 79             | 28              | Sie kamen, sahen, schnurrten   | 06.07.2000                | They Came, They Saw, They Purred |